# K-391
肯尼斯·尼爾森（英語：Kenneth Nilsen，1994年11月2日—），藝名K-391，是一位挪威音樂製作人，因他在2018年與艾倫·沃克、茱莉·伯根和南韓歌手勝利合作的單曲《Ignite》而知名。

## 早年生活
五歲時，尼爾森開始對音樂產生興趣。他用收音機聽舞曲，也喜歡吉他和鋼琴，幾年後，尼爾森開始學習彈鋼琴，但只學習了一年。14歲時，他開始想自己使用FL Studio 創作電子音樂，開啟他的音樂生涯。

## 音樂生涯
2009年K-391開始了他的音樂生涯，他起初取藝名為「Keosni」，後來他改名為「KON-391」，然後他又將其縮短為「K-391」，即現在使用的藝名。
2013年12月22日英國唱片公司NCS發行了主唱是科里·弗裡森漢(Cory Friesenhan)的歌曲《Dream Of Something Sweet》。
K-391在2016年4月30日於NCS發佈最後一首歌曲《Earth》。
2017年，K-391和艾倫·沃克發佈他們的合作單曲《Ignite》，這是他2015年曲目《Godzilla》的重製，其中演唱歌手為馬文·神聖(Marvin Divine) ，在該曲中K-391擔任客串，於2017年4月7日透過艾倫·沃克的唱片公司MER和索尼音樂發行。這首歌的另一版本，由挪威歌手兼詞曲作家裘莉·伯根(Julie Bergan)和韓國歌手勝利演唱，後來於2018年5月11日發行 。接著K-391繼續與艾倫·沃克進一步合作，重混諸如《Tired》和《All Falls Down》等歌曲。
2018年11月30日，K-391與艾倫·沃克和美國歌手索菲亞·卡森(Sofia Carson)與擔任副主唱的CORSAK合作，透過MER Musikk和索尼音樂娛樂發行單曲《Different World》，該曲目是K-391在2014年發行的曲目《Sevje》的重製 。2018年12月14日，單曲《Different World》出現在艾倫·沃克的首張同名專輯《Different World》中。
2019年8月30日，K-391與斯堪地那維亞音乐制作人馬丁·通格瓦格(Martin Tungevaag)、芒果(Mangoo)和艾倫·沃克發行合作單曲《Play》，為芒果(Mangoo)於2000年發行的曲目《Eurodancer》的重製。2020年3月，K-391與艾倫·沃克和Ahrix創作單曲《End of Time》，為2013年阿瑞克斯(Ahrix)廣受歡迎的曲目《Nova》的重製，而該曲目由美國出生的瑞典詞曲作家克裡斯汀·卡彭特（Kristin Carpenter）演唱。2020年10月，K-391和RØRY發行合作單曲《Aurora》。
2021年10月与艾倫·沃克和宇宙中的男孩（Boy In Space）合作单曲《Paradise》，2021年11月与Linko和Mentum发布单曲 《Go Home》，2022年5月發行了《Lonely World》。

## 重要作品

### 專輯
| 名稱         | 資訊                              |
| ------------ | --------------------------------- |
| Hello, World | - 發行: 2018年8月1日 - 型式: 數位 |

### 單曲
| 名稱                                                | 年分 | 最高排名 | 最高排名 | 最高排名 | 最高排名 | 備註   |
| 名稱                                                | 年分 | NOR      | FIN      | SWE      | US Dance | 備註   |
| --------------------------------------------------- | ---- | -------- | -------- | -------- | -------- | ------ |
| 《Ignite》 (與艾倫·沃克、Julie Bergan和Seungri合作) | 2018 | 1        | 5        | 13       | 28       | 無     |
| 《Mystery》 (演唱:Wyclef Jean)                      | 2018 | —        | —        | —        | —        | 無     |
| 《PLAY》 (與艾倫·沃克、Tungevaag和Mangoo合作)       | 2019 | 2        | 11       | 25       | 32       | 無     |
| 《End of Time》 (與艾倫·沃克和Ahrix合作)            | 2020 | 4        | —        | 60       | 24       | 無     |
| 《Aurora》 (與RØRY合作)                             | 2020 | —        | —        | —        | —        | 待公布 |
| 「—」代表未上榜                                     |      |          |          |          |          |        |

## 外部連結
- K-391的個人網站
- YouTube上的K-391頻道